# Casa Senyorial de Ungurmuiža
La Casa Senyorial de Ungurmuiža (en letó: Ungurmuižas kungu māja) a la regió històrica de Vidzeme, al municipi de Pārgauja  del nord de Letònia.

## Història
La finca s'anomena així per la família von Ungern, que eren els propietaris abans de la meitat del segle xvii. La mansió va ser construïda el 1731-1732 en estil barroc per al propietari, el tinent general Freiherr von Balthasar Campenhausen. La família von Campenhausen va ser propietària de la finca des de 1728 a 1939. Ungurmuiža no va ser nacionalitzada en les reformes agràries letones de la dècada de 1920.